# Радио-аматеризам
Аматерски радио, такође познат као хам радио, је употреба радио-фреквенцијског спектра у сврхе некомерцијалне размене порука, бежичног експериментисања, самообуке, приватне рекреације, радиоспорта, такмичења и комуникација у хитним случајевима. Аматерски радио је популаран хоби у свету. У свету је 2004. било око 3 милиона регистрованих радио-аматера. У Немачкој 70.000, 5.000 у Норвешкој, 57.000 у Канади, и 700.000 у Сједињаним Америчким Државама. Носилац радиоаматерске дозволе је студирао и положио потребне тестове у својој земљи, и добио је свој позивни знак од државних органа (у неким земљама је позивни знак везан за оператора-особу, док је у другим везан за радио-станицу). Позивни знак је посебан за сваког радио-аматера и власници га често истичу са поносом. Носилац позивног знака користи га у етеру да би легално идентификовао сву своју комуникацију.
Радио-аматерску службу (аматерску службу и аматерско-сателитску службу) успоставља Међународна унија за телекомуникације (ITU) путем Правилника о радију. Националне управе регулишу техничке и оперативне карактеристике преноса и издају дозволе за појединачне станице са јединственим идентификационим позивним знаком, који се мора користити у свим преносима. Аматерски оператери морају имати лиценцу за радио аматере која се добија полагањем владиног теста који показује адекватно техничко знање о радију и правно познавање радио прописа владе домаћина.
Радио аматери су ограничени на мали скуп фреквенцијских опсега, радио-аматерске опсеге, који су распоређени у целом радио спектру, али унутар ових опсега је дозвољено да емитују на било којој фреквенцији користећи различите начине комуникације гласа, текста, слике и података. Ово омогућава комуникацију широм града, региона, земље, континента, света или чак у свемир. У многим земљама, радио-аматерски оператери такође могу слати, примати или преносити радио комуникације између рачунара или примопредајника повезаних на безбедне виртуелне приватне мреже на Интернету.
Радио-аматерство званично представља и координира Међународна радио-аматерска унија (IARU), која је организована у три региона и има као своје чланове национална радио-аматерска друштва која постоје у већини земаља. Према процени коју је 2011. направила Америчка лига за радио релеј, два милиона људи широм света редовно је укључено у активности са аматерским радиом. Око 830.000 аматерских радио станица налази се у IARU Региону 2 (Америка), а IARU у ИАРУ Региону 3 (Јужна и Источна Азија и Тихи океан) са око 750.000 станица. Знатно мањи број, око 400.000, налази се у IARU Региону 1 (Европа, Блиски исток, CIS, Африка).

## Историја
Порекло аматерског радија може се пратити до касног 19. века, али радио-аматерство какво се данас практикује почело је почетком 20. века. Прва годишња званична бежична плава књига бежичног удружења Америке, произведена 1909. године, садржи листу аматерских радио станица. Овај радио именик наводи бежичне телеграфске станице у Канади и Сједињеним Државама, укључујући 89 аматерских радио станица. Као и са радиом уопште, аматерски радио је био повезан са разним аматерима експериментаторима и хобистима. Ентузијасти радио-аматеризма значајно су допринели науци, инжењерству, индустрији и друштвеним услугама. Истраживање аматерских оператера основало је нове индустрије, изградило економије, оснажило нације и спасило животе у ванредним ситуацијама. Хам радио се такође може користити у учионици за подучавање енглеског језика, способности мапирања, географије, математике, науке и компјутерских вештина.

## Позивни знак
Позивни знак се састоји од префикса и суфикса. Префикс означава земљу (напомена: радио-аматерско схватање земље није исто као и политичко схватање, тако на пример Свалбард јесте радио-аматерска земља, иако то острво припада држави Норвешкој)
Префикси за Србију су: YT1-0 и YU1-0.
До почетка 90-их година републикама у СФРЈ су припадали следећи бројеви: 2=Хрватској, 3=Словенији, 4=Босни и Херцеговини, 5=Македонији, а до 2007. године Црна Гора је користила број 6 у префиксу.
Данас Хрватска користи префикс 9А, Словенија S5, Република Српска и БиХ користе префикс Е7, Македонија Z3, а Црна Гора 4О.
Суфикс се састоји од једног, два или три слова.
У Србији, позивни знаци из серија YU1AAA-YU1MZZ, YU7AAA-YU7MZZ, YU8AAA-YU8MZZ су резервисани за радио-аматерске клубове, на пример: YU1BEF је позивни знак Радио-клуба „Авала“ .

## Радио-аматерски кодекс
Светски радио-аматерски кодекс гласи:
1. Радио-аматер је пажљив и пун обзира. Неће се несавесно понашати тако да за време одржавања везе ускраћује другима задовољство и омета их.
2. Радио-аматер је одан и привржен покрету. Помаже својим друговима у клубу, осталим радио-аматерима, свом савезу радио-аматера у који је учлањен и који представља и заступа његове интересе.
3. Радио-аматер прати развој науке и технике. Своје уређаје допуњује и дограђује, стално их усавршава пратећи најновија техничка достигнућа. Своја сазнања о коришћењу станице тј. раду на опсегу, стално усавршава.
4. Радио-аматер је увек пријатељ другима. Он саветује почетнике и пријатељски им помаже, спреман је да сарађује са свима.
5. Радио-аматер је одмерен и уравнотежен. Радио-аматеризам је добровољна, слободно изабрана активност. Прави Радио-аматер неће никада допустити да да му радио-аматерска активност смета у некој од његових обавеза, да угрози његову породицу, посао, да утиче на успех у школи или његов положај у друштву.
6. Радио-аматер је родољуб. Своје знање, искуство и своје уређаје увек је спреман да стави у службу свога друштва и отаџбине.

## Радио-аматерски покрет у Србији
Радио-аматерски покрет је у доба СФРЈ доживљавао своје златне дане. Разлог томе је у великој мери била концепција одбране и супротстављања потенцијалном агресору, која је укључивала мере масовне народне акције (ОНО - општенародна одбрана и ДСЗ - друштвена самозаштита). Држава и војска су у великој мери и на све начине (финансијски што је најважније) подржавале аматерски покрет. Након распада земље, и у доба кризе, финансијска помоћ је пресахнула, и аматерски покрет је морао да се ослони на сопствене снаге.
Улагања у радио-аматеризам су се у словеначком случају, из угла поборника отцепљења, исплатила. Словенија је наиме (у односу на величину републике), увек имала најмасовнију радио-аматерску популацију. Током краткотрајног сукоба између ЈНА, и ТО Словеније, словеначки радио-аматери су се у складу са сопственим тумачењем шесте тачке радио-аматерског кодекса ангажовали на страни словеначке ТО и других одметнутих снага. Тешко је рећи колики је био радио-аматерски допринос релативно успешном супротстављању словеначких оружаних снага ЈНА, али сигурно је да су њихово познавање система комуникација ЈНА, и флексибилност (у којој је ЈНА оскудевала), која се огледала и у употреби тада најсавременијих видова радио-аматерских комуникација (пакет-радио нпр.) у одређеној мери помогли словеначкој страни.
Поред многобројних, а пре свега материјално-финансијских тешкоћа са којима се радио-аматери Србије сусрећу у протеклим деценијама, они ипак представљају врло важну „карику сигурности“ у систему свих тзв. функционалних система веза наше земље. Током свих ванредних околности, укључујући непосредну ратну опасност и ратно стање, радио-аматери Србије су небројено пута исказали свој патриотизам, спремност, знање, стручност, велику пожртвованост и ентузијазам у спасавању људских живота и материјалних добара. Увек су њихове тзв. РАДИО-МРЕЖЕ ЗА ОПАСНОСТ задејствовале благовремено, а често су биле и једини извор правих информација које су многима помогле.

## Правилници
- Статут СРС Архивирано на веб-сајту  (27. септембар 2010)
- Правилник о позивним знацима Архивирано на веб-сајту  (27. септембар 2010)
- Правилник о испитима за радио-аматера Архивирано на веб-сајту  (27. септембар 2010)

### Радио-аматерске експедиције
- „Наши радио-аматери на острву Бејкер, средњи Пацифик, 2002. године, када су постигли нови Светски рекорд од 95.127 одржаних радио-веза”. Архивирано из оригинала 20. 03. 2012. г.
- „Наши радио-аматери на острву Конвеј Риф, средњи Пацифик, 2001. године”. Архивирано из оригинала 20. 03. 2012. г.